# Yoko Kanno
Yoko Kanno (Japans: 菅野 よう子, Kanno Yōko) (Sendai, 18 maart 1964) is een Japanse componiste. Ze schrijft voornamelijk muziek voor anime, waaronder Ghost in the Shell: Stand Alone Complex, Cowboy Bebop, The Melancholy of Haruhi Suzumiya, Darker than Black: Kuro no Keiyakusha, Macross Plus, Brain Power'd, Gundam, Wolfs Rain en  Terror in Resonance. Ze componeerde de muziek voor bijna alle series van Shinichiro Watanabe. Ook componeerde ze muziek voor videogames, televisie (Iron Chef) en film.
Kanno debuteerde in 1985 met werk voor de videogame Romance of the Three Kingdoms. Met de muziek voor Ghost in the Shell combineerde ze traditionele Japanse instrumenten met techno en hiphop. In Cowboy Bebop verwerkte ze muziekstijlen uit de jaren 50 en 60, maar ook jazz en blues.

## externe link
- YOKO KANNO OFFICIAL (officiële website)

- Biblioteca Nacional de España: XX1360853
- Bibliothèque nationale de France: cb14109853v (data)
- CiNii: DA16855846
- Gemeinsame Normdatei: 13538639X
- International Standard Name Identifier: 0000 0001 1933 9045
- Library of Congress Control Number: no2004080086
- MusicBrainz: 5ffb73c0-b739-4231-ba22-f8d361be1d45
- Bibliotheek van het Japanse parlement: 001124048
- Nationale Bibliotheek van Israël: 987007329878105171
- SNAC: w61v8rs6
- Système universitaire de documentation: 086230344
- Virtual International Authority File: 42047186